# Płaczków (gromada)
Płaczków (od 31 XII 1961 Mroczków) – dawna gromada, czyli najmniejsza jednostka podziału terytorialnego Polskiej Rzeczypospolitej Ludowej w latach 1954–1972.
Gromady, z gromadzkimi radami narodowymi (GRN) jako organami władzy najniższego stopnia na wsi, funkcjonowały od reformy reorganizującej administrację wiejską przeprowadzonej jesienią 1954 do momentu ich zniesienia z dniem 1 stycznia 1973, tym samym wypierając organizację gminną w latach 1954–1972.
Gromadę Płaczków z siedzibą GRN w Płaczkowie utworzono – jako jedną z 8759 gromad na obszarze Polski – w powiecie kieleckim w woj. kieleckim, na mocy uchwały nr 13c/54 WRN w Kielcach z dnia 29 września 1954. W skład jednostki weszły obszary dotychczasowych gromad Górki, Mroczków i Sobótka ze zniesionej gminy Bliżyn w powiecie kieleckim oraz obszar dotychczasowej gromady Płaczków ze zniesionej gminy Odrowąż w powiecie koneckim. Dla gromady ustalono 20 członków gromadzkiej rady narodowej.
31 grudnia 1959 gromadę włączono do powiatu koneckiego w tymże województwie.
Gromadę zniesiono 31 grudnia 1961 przez przeniesienie siedziby GRN z Płaczkowa do Mroczkowa i zmianę nazwy jednostki na gromada Mroczków.